# 卡斯特罗-乌尔迪亚莱斯
卡斯特罗-乌尔迪亚莱斯（西班牙語：Castro-Urdiales），是西班牙坎塔布里亚的一个市镇。总面积97平方公里，总人口21081人（2001年），人口密度217人/平方公里。

## 友好城市
- 法國 阿杜尔河畔艾尔